# Piculives

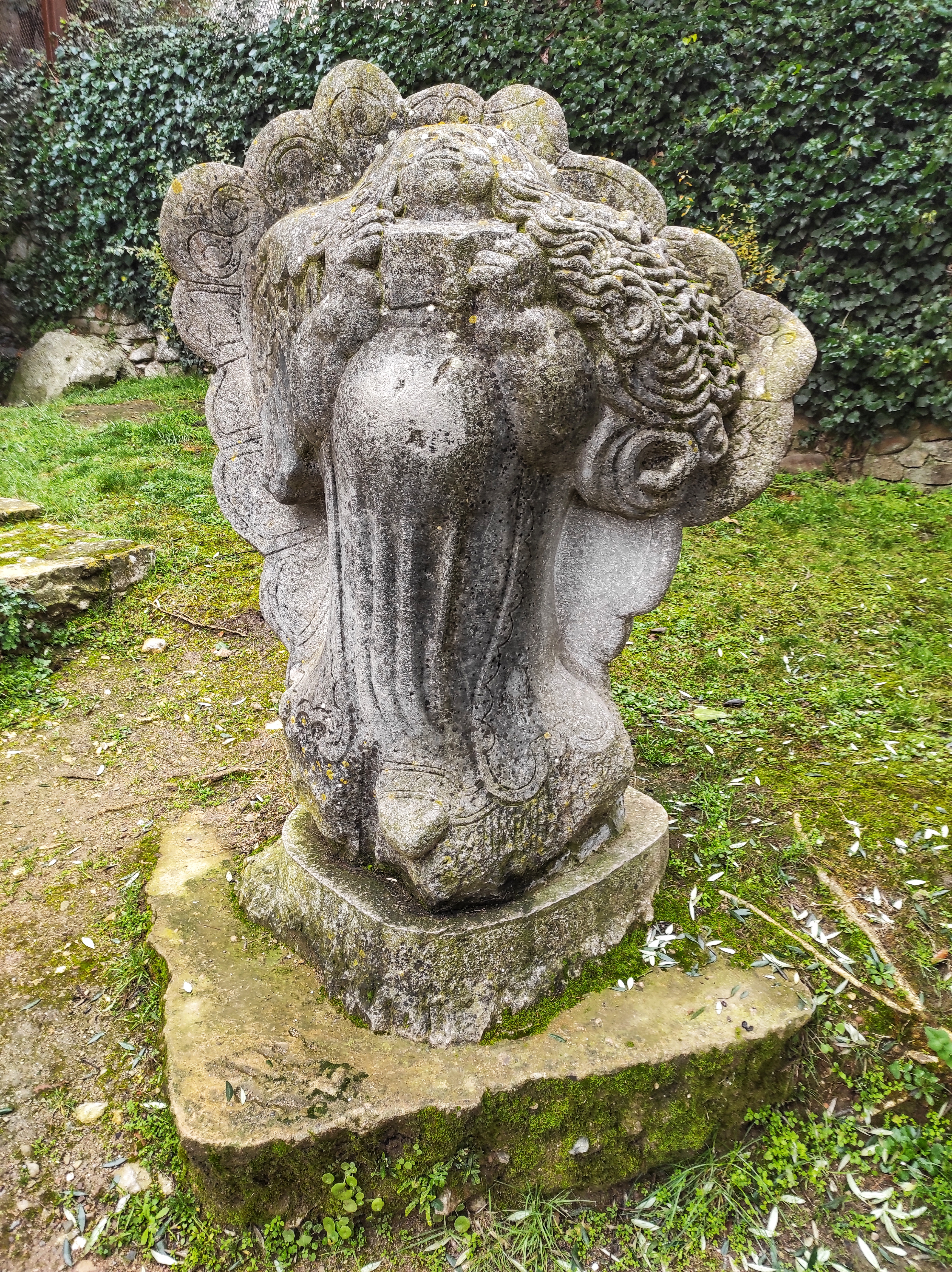
La majordoma de Sant Narcís, de Piculives, al Passeig Arqueològic de Girona

Josep Bosch i Puy, conegut artísticament com a Piculives (Arbúcies, 1937 - Girona, 1998) fou un escultor, pintor i dibuixant autodidacte català.

## Biografia[calcitació]
Des dels seus inicis va desenvolupar una carrera artística molt lligada a la pedra i als elements de la natura, a la qual es va sentir fortament lligat. Amb una formació totalment autodidacta, Piculives treballà el dibuix, la pintura i l'escultura.
L'artista sempre va viure en contacte amb la natura i les primeres matèries, tots ells elements que va utilitzar en la mateixa construcció dels instruments i equipaments a l'hora de realitzar l'obra d'art.
En la seva mort, la ciutat de Girona va dedicar-li un carrer amb el seu nom.

## Obra
La seva obra es caracteritza per les formes arrodonides, els volums suaus i les línies sinuoses; i els seus temes tenen una forta càrrega simbòlica lligada sovint a la terra i la dona com a símbols de fertilitat i de renovació constant del cicle natural.

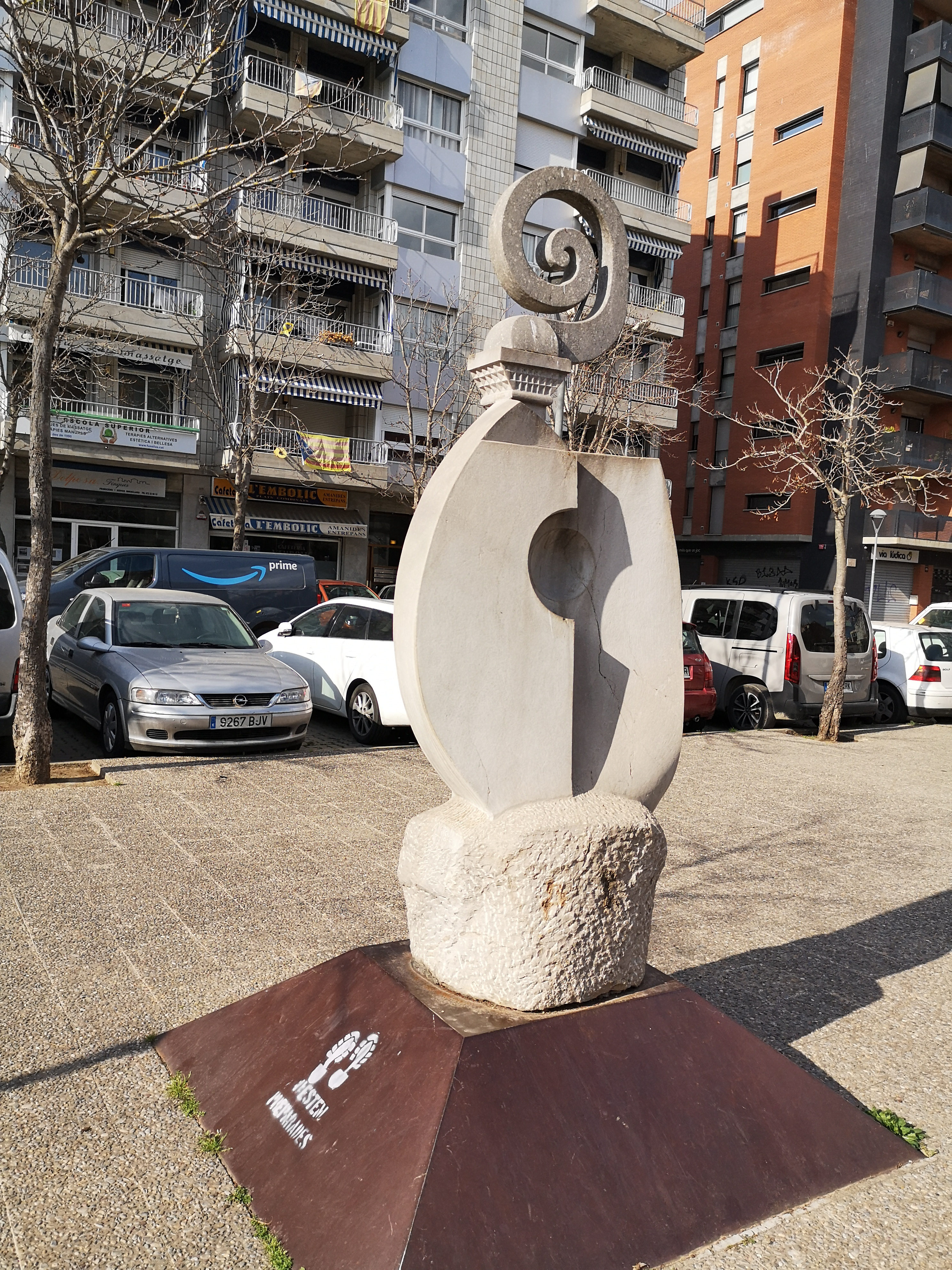
"Homenatge a Pau Casals" (1992), escultura de Piculives al barri de la Devesa, a Girona.

Té una obra prolífica i es mostra en diverses exposicions realitzades a Girona, Arbúcies, Llagostera o Puigcerdà. El treball artístic de Piculives ha quedat plasmat també en diverses obres públiques: La majordoma de Sant Narcís al Passeig arqueològic de Girona, L'atleta còsmic a les instal·lacions del GEiEG de Sant Ponç (Girona) i Homenatge a Pau Casals a Girona, La dama de l'Estany a Banyoles, La dama de la Garrotxa a Mieres, Sant Martí a Sant Martí de Llémena, El pagès a Amer, La Creu de Vulpellac, El drac i L'esperit dels camins, dues obres situades al terme municipal d'Oix.
El 1999 es va crear l'Associació d’amics d’en Piculives, i el 2020 l'Arxiu Municipal de Girona va encarregar la catalogació de la seva obra a la Glòria Granell.

## Citacions
1. 1 2  Granell, Glòria Quan tot és veritat. Biografia artística de Josep Bosch Puy, Piculives (1937-1998). Editorial Gavarres i Fundació Valvi, 2023.
2. ↑  «Piculives, personatge de llegenda».   El Punt Avui, 12-12-2023. [Consulta: 22 desembre 2023].
3. ↑  «Piculives. Servei de Gestió Documental, Arxius i Publicacions de l'Ajuntament de Girona».   Ajuntament de Girona. [Consulta: 22 desembre 2023].